# Mooie woorden
Mooie woorden was een Nederlandse 15-delige sociolinguïstische programmaserie over taal en taalgebruik, die tussen 1993 en 1995 werd uitgezonden door de educatieve omroep RVU. Het idee was van de toenmalige programmadirecteur van de RVU Gerard Kempers, de makers waren de neerlandica Hanneke Houtkoop, en de programmamaker Theo Uittenbogaard. Onderzoekers waren oud-studenten van Hanneke Houtkoop aan de Universiteit van Utrecht, de latere radiomaker/auteur Mathijs Deen en de latere tv-maker Maaik Krijgsman.

## Sociolinguïstiek
De serie Mooie woorden toont aan hoezeer taal en taalgebruik ingrijpt in de perceptie en beleving van de werkelijkheid bij elke taalgebruiker, zonder zich daar zeer van bewust te zijn (zie sociale netwerken, subculturen en etnische groepen). Daarom komen in de serie ook de meest alledaagse onderwerpen aan de orde. En ook bleek de bereidheid van wetenschappers en andere taalgebruikers om een bijdrage aan de serie te leveren opvallend groot. Want vrijwel iedere Nederlander -in dit geval- en dus ook elke geïnterviewde, acht zichzelf deskundig, want spreekt de taal en wil graag zijn mening daarover uiten. Daarom kon de serie ook heel goed op de actualiteit inhaken. Of het nu ging over de beeldspraak in krantenteksten, zoals; "De stroom asielzoekers moet ingedamd worden". Of al of niet vermeende 'politieke correctheid' in het dagelijks taalgebruik, waarbij een tekst van de cartoonist Peter van Straaten het uitgangspunt was: "Bij gelijke geschiktheid geven wij de voorkeur aan mooie wijven". Of de vraag waarom 'vieze woorden' eigenlijk 'vies' zijn. Of waarom de ene politicus wel, en de andere in het geheel niet overtuigend overkomt bij het houden van een toespraak.

## Afleveringen
- Spreken in Tongen (7 juni 1992) - over dialecten en dominante taal.
- Cursus Verwartaal (26 september 1992 - over politiek versluierend taalgebruik, met John Jansen van Galen als cursusleider.
- Let's Go Dutch (5 oktober 1993) - over taalverloedering.
- Vieze woorden (2 november 1993) - over schuttingtaal met de hoofdredacteur van de Dikke van Dale en de voorzitter van de  Gilles de la Tourette-vereniging.
- Beeldspraak (30 november 1993) - over metaforen met o.a. Douwe Draaisma, en Bert Vuijsje over het gebruik van beeldspraak in de journalistiek.
- Spokanië (4 januari 1994) - over de fantasietaal ontwikkeld door Rolandt Tweehuysen, voor het door hem verzonnen fantasieland Spokanië.
- Jonge Sla of De Kunst van het Vertalen (1 februari 1994) - over de (on)mogelijkheid van vertalen, aan de hand van Jonge Sla van de dichter Rutger Kopland.
- Ambtenarentaal (8 maart 1994) - over formeel en vaak onbegrijpelijk taalgebruik bij overheid en Belastingdienst met Jan Renkema.
- In Domineesland (5 april 1994)[1] - over retorica, met Hans Wiegel, Anne van der Meiden en de Engelse toespraakdeskundige Max Atinkson[2]
- Stemmen (10 mei 1994) - over de uniciteit van de stem met René van Bezooijen, te vergelijken met een vingerafdruk en Ton Broeders, forensisch foneticus en Elisabeth Bierens de Haan, fonosofe.
- Politiek Correct (29 december 1994)[3] - over gewenst taalgebruik met Peter van Straaten en Gerrit Komrij.
- Kromme Tenen, Echte Tranen (5 januari 1995) - over het verschil tussen de smartlap en het levenslied met Drs. P, Raymond van het Groenewoud en Hans Dorrestijn.
- Onder Professoren (12 januari 1995) - over afasie, met professor Loe de Jong.
- In Sesamstraat (19 januari 1995) - over taalverwerving, met o.a. René Appel over kindertaal en Maaike Verrips over de generatieve taalkunde van Noam Chomsky.
- Zonder Woorden (26 januari 1995) - over non-verbale communicatie of lichaamstaal, met o.a. Jan van Hooff over communicatie met primaten en fotografe Rineke Dijkstra over de stille kracht van beelden.